# 中島菜々
中島 菜々（なかじま なな、1997年8月14日 - ）は、日本の元アイドルである。長野県出身。

## 概要
カレッジ・コスモスの元メンバー。就職のため、グループから卒業した。
東京農業大学応用生物科学部バイオサイエンス学科卒業。長野県屋代高等学校在学中、第34回全国高等学校クイズ選手権ベスト6。

## 人物
特技はナレーション、スキー、趣味はビール研究、競技クイズ